# Каджеромка
Каджеромка (устар. Коджеромъёль) — река в России, протекает по Республике Коми.

## География
Устье реки находится в 25 км по левому берегу реки Исакова, около посёлка Каджером. В посёлке и его окрестностях реку пересекают железнодорожный и несколько автомобильных мостов. Длина реки составляет 22 км.

## Этимология гидронима
Гидроним означает «плёс, прямое русло меж излучин реки» и происходит из языка коми, где кӧдж — «излучина», орӧм — «разрыв», ёль — «ручей».

## Данные водного реестра
По данным государственного водного реестра России относится к Двинско-Печорскому бассейновому округу, водохозяйственный участок реки — Печора от водомерного поста у посёлка Шердино до впадения реки Уса, речной подбассейн реки — бассейны притоков Печоры до впадения Усы. Речной бассейн реки — Печора.
Код объекта в государственном водном реестре — 03050100212103000064341.